# 川崎由意
川﨑 由意（かわさき ゆい、1993年12月2日 - ）は、日本のプロボウラー。千葉県市川市出身。JPBA第48期生（ライセンスNo.533）。永久A級ライセンス取得者。身長156cm。右投げ。サウンド・ストリー所属を経て、2018年8月28日に自身のブログで地元千葉県のアイキョーボウルと専属契約を結んだ事を報告した。用品契約はサンブリッジ。

## 経歴
2015年5月15日、駒澤大学4年生在学中にJPBAプロテストで合格（女子第48期）。
2019年8月3日、プロボウリングレディース新人戦で公式戦初優勝を飾った。
2020年10月28日、大岡産業レディースでレギュラーシーズン初優勝を飾った。
2022年5月29日、グリコセブンティーンアイス杯ではパーフェクトゲーム+800シリーズ達成（258+255+300・計813）のうえ予選、準決勝とトップを譲らずの「完全優勝」を果たした。
2022年6月26日、自身の所属先のアイキョーグループがメインスポンサーで初の開催となったアイキョーホームプレゼンツプロボウリングレディーストーナメント2022にて連勝を狙い出場、予選はトップ、準決勝で調子を崩し滑り込みで5位で決勝ステップラダーに進出するも4位決定戦で宇山侑花に敗れ悔し涙を流した。
2022年12月3日、JLBCクイーンズオープンプリンスカップで優勝を果たし4勝目を挙げた。
2023年7月8日、第39回六甲クイーンズオープントーナメントで優勝し通算5勝目を飾った。
2024年10月29日、自身のSNSで結婚したことを報告した。

## 人物
- ボウリングを始めたのは遅く大学生から。それまでは剣道部に所属し剣道一筋に取り組んでいたが、部活の引退を機に初めてボウリング場へ遊びに行ったのがボウリングを始めるきっかけだったという[13]。
- 愛称は「おにぎり」「かわゆい」[13]。おにぎりは川﨑の代名詞であり、Pリーグやプロチャレンジではストライクが出ると両手で3角形を作り「おにぎりポーズ」をするのが特徴であったり、おにぎりは自身の勝負飯とも語っている[14]。
- プロ同期は同時にPリーグデビューを果たした山田幸、プロ入り後には同じサウンド・ストリーに所属していた岩見彩乃などがいる[13]。
- Pリーグのキャッチフレーズは「”KAWAYUI”ポップガール」[13]。Pリーグは第61戦でデビュー[13]。第65戦にてPリーグ初勝利を飾り、続く準決勝でも勝利し、初めて決勝進出し、惜しくも敗れたものの準優勝の結果を残した[15]。第81戦で初優勝を果たし[16]、第16シーズンでは初のシーズンチャンピオンに輝いた[17]。
- 自身でデザインしたおにぎり絵柄の入ったユニフォームを企画、販売を行い好評を得た（発売元はサンブリッジ）[18]。
- 元SMAPの木村拓哉のYouTube動画でボウリングトリックショットの回に指導役プロとして出演したこともある[19]。

## プロ入り後の主な戦績
※10位以内の順位のみ

### 公式戦
- 通算成績 5勝
- 公認パーフェクトゲーム達成 2回
- 800シリーズ達成 1回

#### 2016年
- ROUND1 Cup Ladies - 9位（タイ）

#### 2017年
- 第40回JLBCクイーンズオープンプリンスカップ - 8位

#### 2019年
- 「グリコセブンティーンアイス杯」第7回プロアマボウリングトーナメント - 4位
- スカイAカップ2019プロボウリングレディース新人戦 - 優勝（自身初タイトル）
- 第14回MKチャリティカップ - 6位

#### 2020年
- 第1回大岡産業レディースオープントーナメント - 優勝
- 全卸連プレゼンツ JPBA☆SSSカップ2020 - 7位
- スカイAカップ 第41回関西オープンボウリングトーナメント - 7位

#### 2021年
- 第37回六甲クイーンズオープントーナメント - 6位

#### 2022年
- 「グリコセブンティーンアイス杯」第9回プロアマボウリングトーナメント - 優勝
- アイキョーホームプレゼンツプロボウリングレディーストーナメント2022 - 4位
- 第38回六甲クイーンズオープントーナメント - 3位
- 全卸連プレゼンツ JPBA☆SSSカップ2022 - 9位
- 第43回JLBCクイーンズオープンプリンスカップ - 優勝
- 第54回全日本女子プロボウリング選手権大会 - 10位

#### 2023年
- 第39回六甲クイーンズオープントーナメント - 優勝
- 第16回MKチャリティカップ女子 - 2位
- 第45回STORMジャパンオープンボウリング選手権女子 - 10位
- 第55回全日本女子プロボウリング選手権大会 - 4位

#### 2024年
- 第40回六甲クイーンズオープントーナメント - 5位
- 大岡産業レディース[THE OPEN]トーナメント2024 - 8位
- 2024ちゃおちゃおボウリング大会 - 9位
- 第56回全日本女子プロボウリング選手権大会 - 9位

#### 2025年
- KISHIKAGAKU GROUP・ピュアフーズ岸プレゼンツ レディースプロボウリングトーナメント2025 - 9位
- 第41回六甲クイーンズオープントーナメント - 6位

### Pリーグ
- 第65戦 - 準優勝
- 第81戦 - 優勝
- 第13シーズンチャンピオン決定戦 - 3位
- 第89戦 - 優勝
- 第16シーズンチャンピオン決定戦 - 優勝
- 第92戦 - 優勝
- 第93戦 - 3位
- シリーズ2022チャンピオン決定戦 - 3位